# 응봉산 (경북/강원)
응봉산(應峰山)은 대한민국 경상북도 울진군과 강원특별자치도 삼척시의 경계에 있는 높이 999m의 산이다.

## 같이 보기
- 한국의 산